# Wisteria floribunda
Tử đằng nhiều hoa hay tử đằng Nhật Bản (danh pháp khoa học: Wisteria floribunda) là một loài thực vật có hoa trong họ Đậu.
Tên gọi trong tiếng Nhật là フジ（藤, fuji, đằng) hay ノダフジ (nodafuji)

## Lịch sử phân loại
Loài này được Carl Peter Thunberg mô tả khoa học đầu tiên năm 1784 dưới danh pháp Dolichos polystachyos để chỉ một loài thực vật sinh sống ở Nhật Bản. Thunberg dẫn chiếu tới Dolichos polystachyos mà ông cho là của Carl Linnaeus trong Species plantarum (1753), tuy nhiên Linnaeus chỉ mô tả Dolichos polystachios, một loài sinh sống ở thuộc địa Virginia (nay là bang Virginia, miền đông Hoa Kỳ). Theo quy  tắc của ICBN thì polystachios và polystachyos là không phân biệt, vì thế D. polystachyos là đồng danh (homonym) của D. polystachios.
Năm 1802, Carl Ludwig von Willdenow thiết lập danh pháp Glycine floribunda và dẫn chiếu nó tới D. polystachyos của Thunberg. Năm 1825, Augustin Pyramus de Candolle chuyển nó sang chi Wisteria với danh pháp Wisteria floribunda (nhưng với dấu ? nghi vấn). Candolle dẫn chiếu nó tới cả Dolichos polystachyos của Thunberg và Glycine floribunda của Willdenow, cũng như chỉ rõ nó không là Dolichos polystachios của Linnaeus.
D. polystachios L., 1753 hiện nay là danh pháp đồng nghĩa của Phaseolus polystachios (L.) Britton, Sterns & Poggenb., 1888

## Phân bố
Loài này là bản địa khu vực từ miền trung tới miền nam Nhật Bản, nhưng đã du nhập vào đông nam Hoa Kỳ (các bang Alabama, Illinois, Tennessee), bán đảo Triều Tiên và quần đảo Ogasawara.

## Mô tả
Loài này là một loại cây leo thân gỗ mọc xoắn, lá sớm rụng, có thể phát triển đến 9 m (30 ft). Lần đầu tiên nó được đưa từ Nhật Bản vào Hoa Kỳ là trong thập niên 1830. Kể từ đó, nó đã trở thành một trong những loài cây có hoa trồng trong vườn được lãng mạn hóa rất cao. Nó cũng là một loại cây cảnh phổ biến cho nghệ thuật bonsai, cùng với Wisteria sinensis (tử đằng Trung Quốc).
Tập tính nở hoa của tử đằng Nhật Bản có lẽ là đặc biệt nhất trong chi Wisteria. Nó sinh ra những cành hoa dài nhất so với bất kỳ loài tử đằng nào; một số giống cây trồng này có thể có cành hoa dài tới 2 m (7 ft). Những cành hoa này nở rộ thành những mảng lớn các hoa mọc thành cụm với màu trắng, hồng, tím hoặc lam vào đầu đến giữa mùa xuân. Những bông hoa này mang một hương thơm đặc biệt giống như mùi của nho (Vitis spp.). Thời gian nở hoa sớm của tử đằng Nhật Bản có thể gây ra các vấn đề ở vùng khí hậu ôn đới, nơi sương giá sớm có thể phá hủy hoa trong những năm tới. Nó cũng chỉ ra hoa sau khi chuyển sang giai đoạn trưởng thành, một quá trình chuyển đổi có thể mất nhiều năm giống như loài họ hàng của nó là tử đằng Trung Quốc.
Tử đằng Nhật Bản có thể phát triển dài hơn 30 mét (98 ft) trên nhiều loại giá đỡ, thông qua các thân cây to khỏe xoắn theo chiều kim đồng hồ (khác với tử đằng Trung Quốc xoắn theo ngược chiều kim đồng hồ). Tán lá bao gồm các lá kép lông chim màu xanh lục sẫm, bóng, có chiều dài 10–30 cm (3,9–11,8 inch). Các lá gồm 9-13 lá chét thuôn dài, mỗi lá chét dài 2–6 cm (0,79–2,36 inch). Nó cũng ra nhiều quả đậu màu nâu, mịn, có độc, dài 5–10 cm (2,0–3,9 inch), thuần thục vào mùa hè và tồn tại đến mùa đông. Tử đằng Nhật Bản ưa thích đất ẩm và nhiều nắng tại các vùng có độ chịu thực vật của USDA từ 5 tới 9. Cây thường sống trên 50 năm.

## Giống cây trồng
Lưu ý: Giống cây trồng nào có ghi kèm agm thì nó đã được trao giải giá trị làm vườn (Award of Garden Merit) của Hiệp hội Làm vườn Hoàng gia (Royal Horticultural Society, RHS).
- 'Burford' agm[13] — màu tím nhạt với phần sống lưng màu tía.
- 'Domino' agm[14] - tím hoa cà nhạt.
- 'Hon-beni' hay 'Rosea' agm[15] - hoa màu hồng nhạt với chóp màu tía, dài 18 in (46 cm).
- 'Issai Perfect' - hoa màu tím oải hương sáng.
- 'Ito Koku Riu' hay 'Royal Purple' - hoa màu lam sẫm hay tím, thơm nhẹ, các chùm hoa thành cụm dài 30–50 cm (12–20 in).
- 'Jako' hay 'Ivory Tower'
- 'Kimono' agm[16]
- 'Kokuryu' agm[17] - hoa màu tím, thơm.
- 'Kuchibeni' hay 'Carnea' -  hoa màu hồng.
- 'Lawrence' agm[18]  - hoa màu tím nhạt, tím sẫm hơn ở phần sống lưng và cánh.

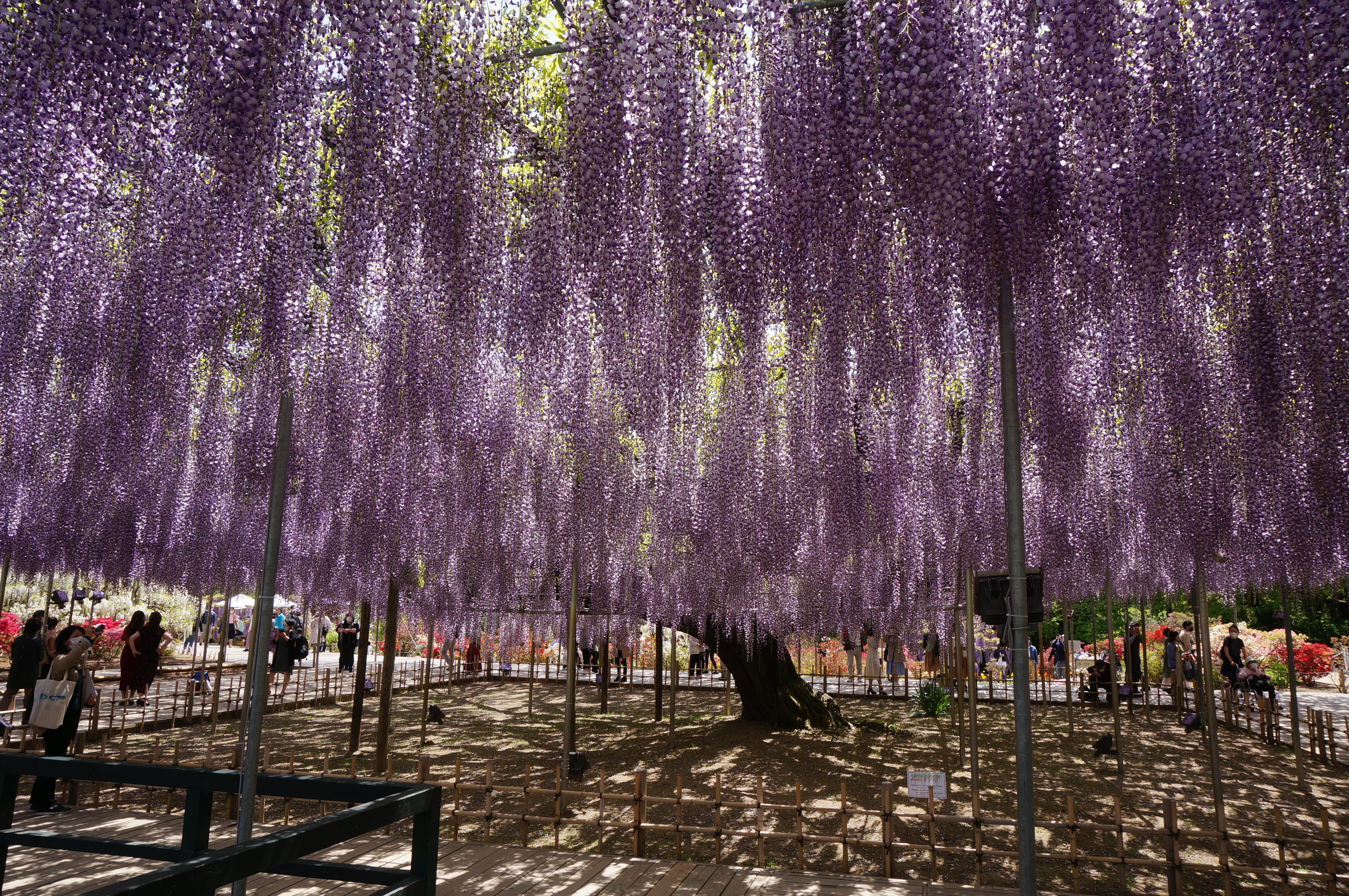
Cành hoa của 'kyushaku' dài từ 1,8 m tới 2 m. Công viên hoa Ashikaga.

- 'Longissima Kyushaku' - hoa màu tía- tím cẩm quỳ trên cành hoa dài tới 6 ft (1,8 m)[19] hoặc tới 7 foot (2,1 m)[20]. 'Kyushaku' nghĩa là 9 shaku, quy đổi theo Hệ đo lường quốc tế tương đương 2,72 m (8,9 ft). Nguồn gốc của giống cây trồng này là cây tử đằng 1.200 năm tuổi ở Ushijima, Kasukabe, từng sinh ra những cành hoa dài khoảng 3 m (9,8 ft) trong thời kỳ Minh Trị. Còn được gọi là 'Murasaki naga fuji' hay Noda naga fuji'.[10][21]
- 'Macrobotrys' hay 'Longissima' - các cụm hoa màu tím ánh đỏ, dài 1 m (3,3 ft) hoặc hơn.
- 'Macrobotrys Cascade' - hoa màu trắng và tía ánh hồng, cây trồng lớn nhanh.
- 'Nana Richins Purple' - hoa màu tía.
- 'Nishiki' - tán lá lốm đốm.
- 'Plena' hay 'Violaceae Plena' - hoa kép màu xanh lam trong các cụm dày đặc.
- 'Praecox' hay 'Domino' - hoa màu tía.
- 'Purpurea' - không rõ, có thể là Wisteria sinensis 'Consequa', đôi khi được gán là purpurea.
- 'Rubra' - không rõ, có thể là 'Honbeni' - đôi khi được gán là Rubrum - hoa từ màu hồng đậm tới đỏ.
- 'Shiro-noda' (W. floribunda f' alba) agm[22] -các cụm hoa dài màu trắng.
- 'Texas Purple' - có thể là W. sinensis hoặc lai ghép, cành hoa ngắn, hoa màu tía, ra hoa từ khi cây còn non.
- 'Violacea Plena' - hoa kép màu tím, hình nơ hoa.
- 'White with Blue Eye' hay 'Sekines Blue' - rất thơm.[23]
- 'Yae-kokuryu' agm.[24]

## Hình ảnh

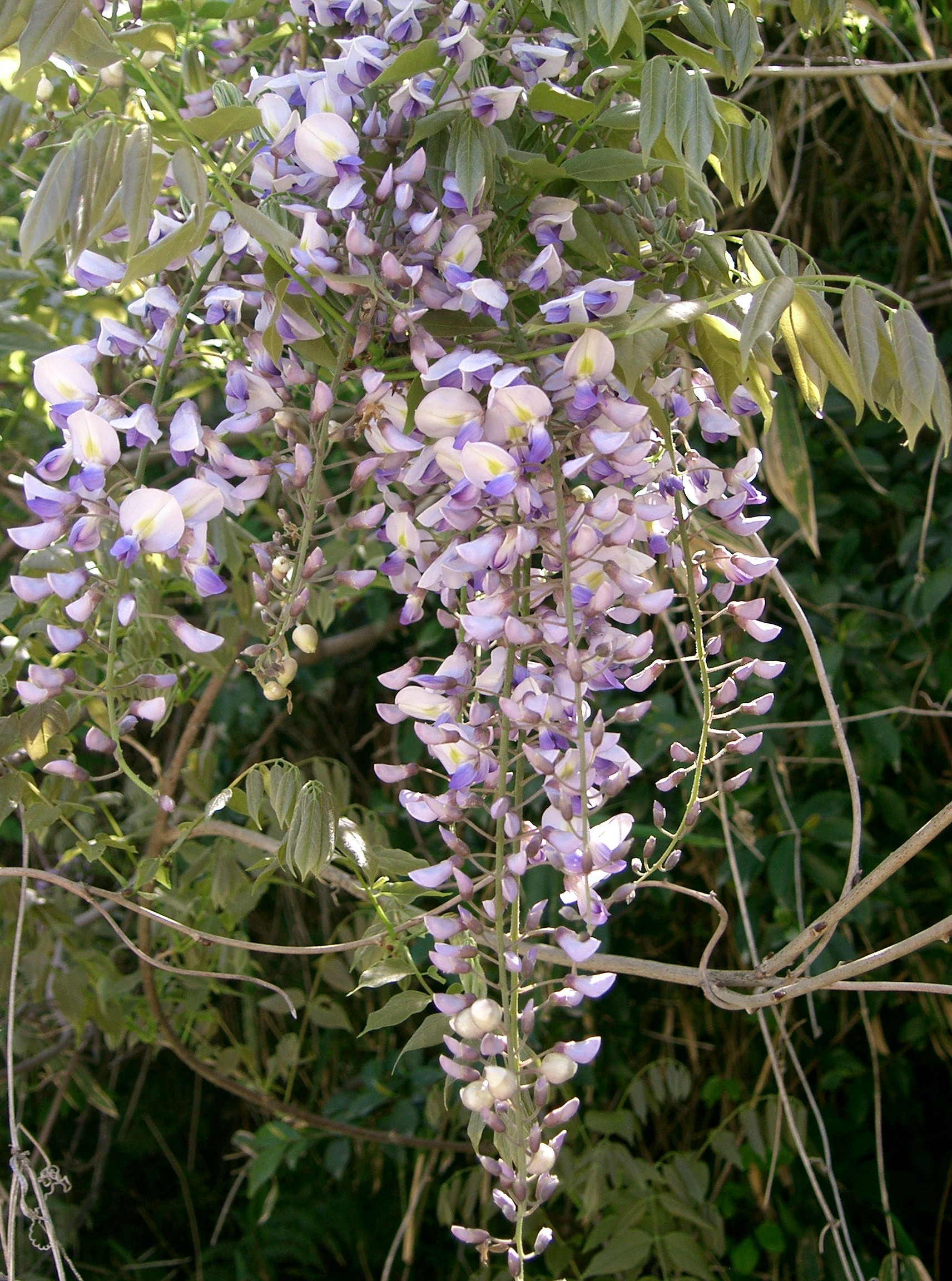
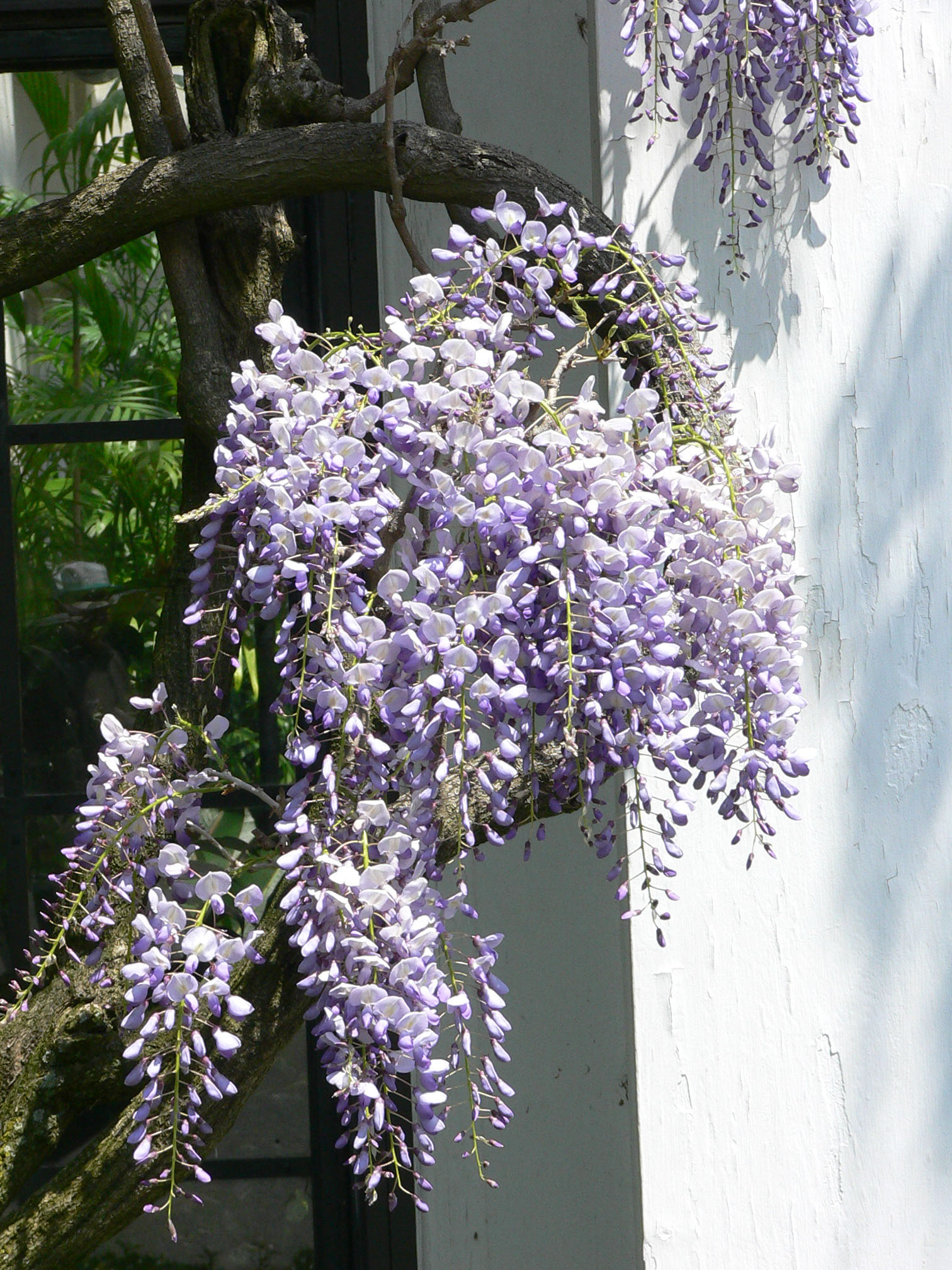
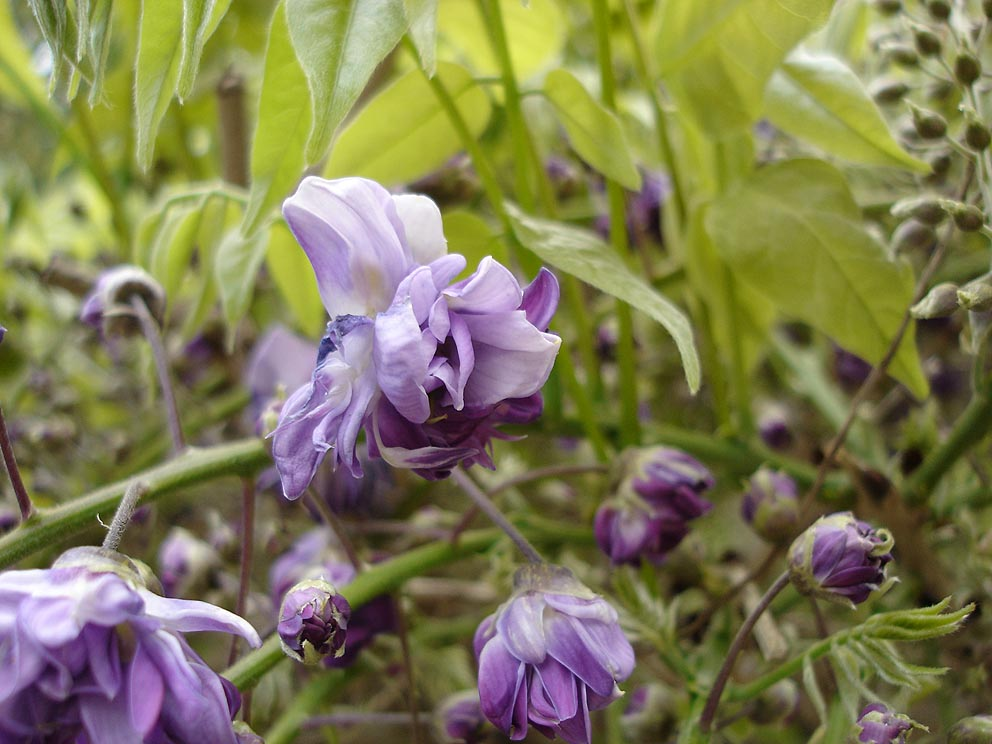
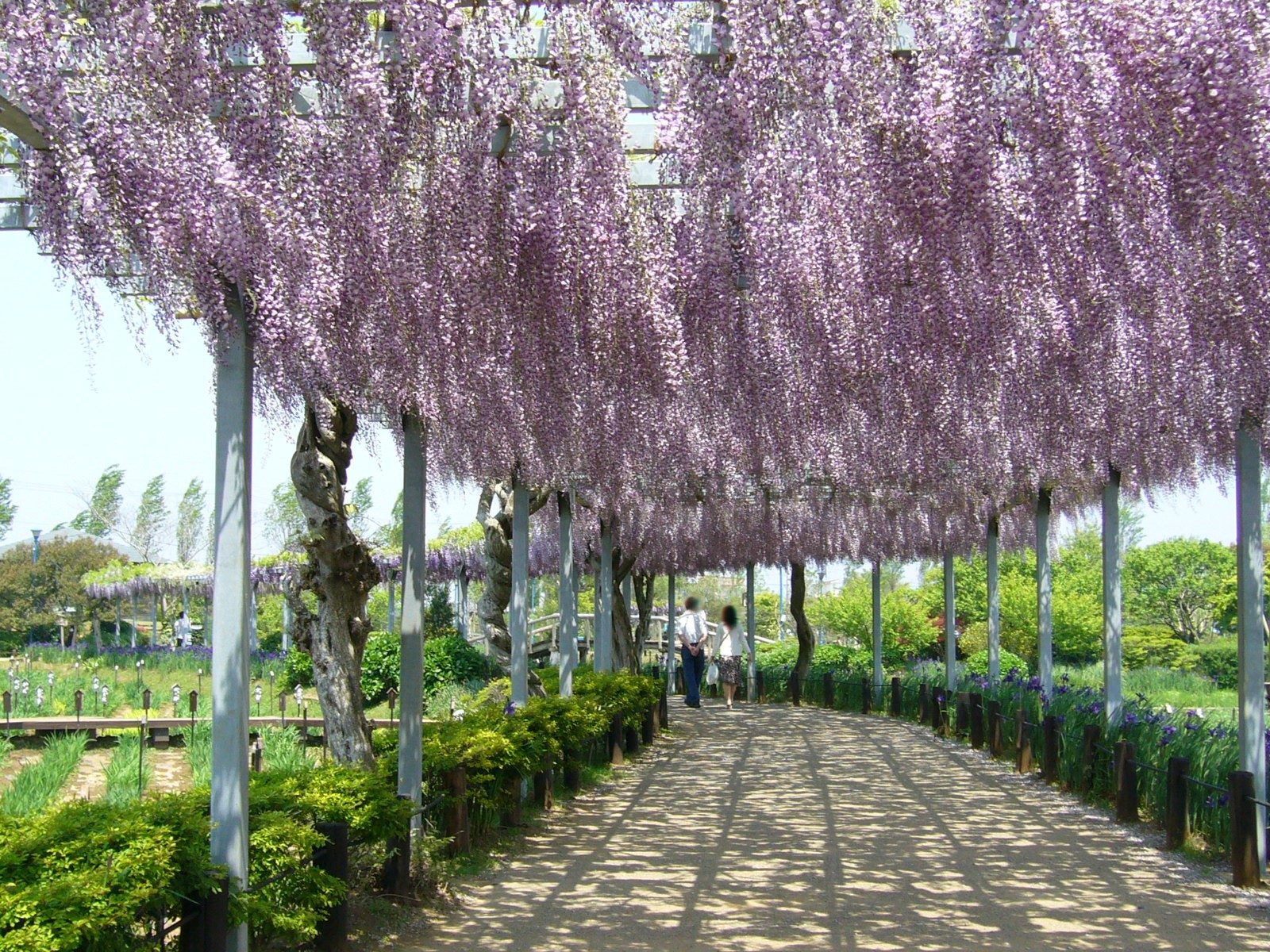
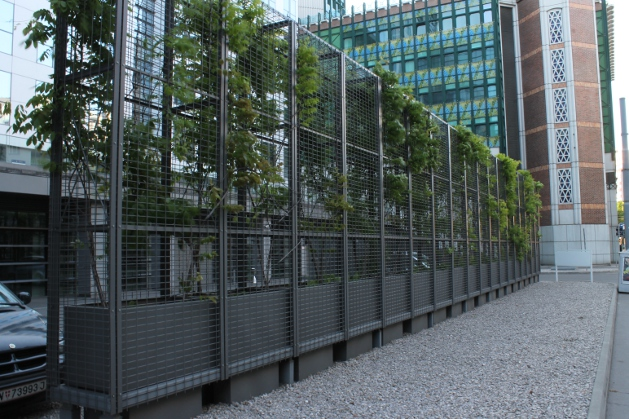
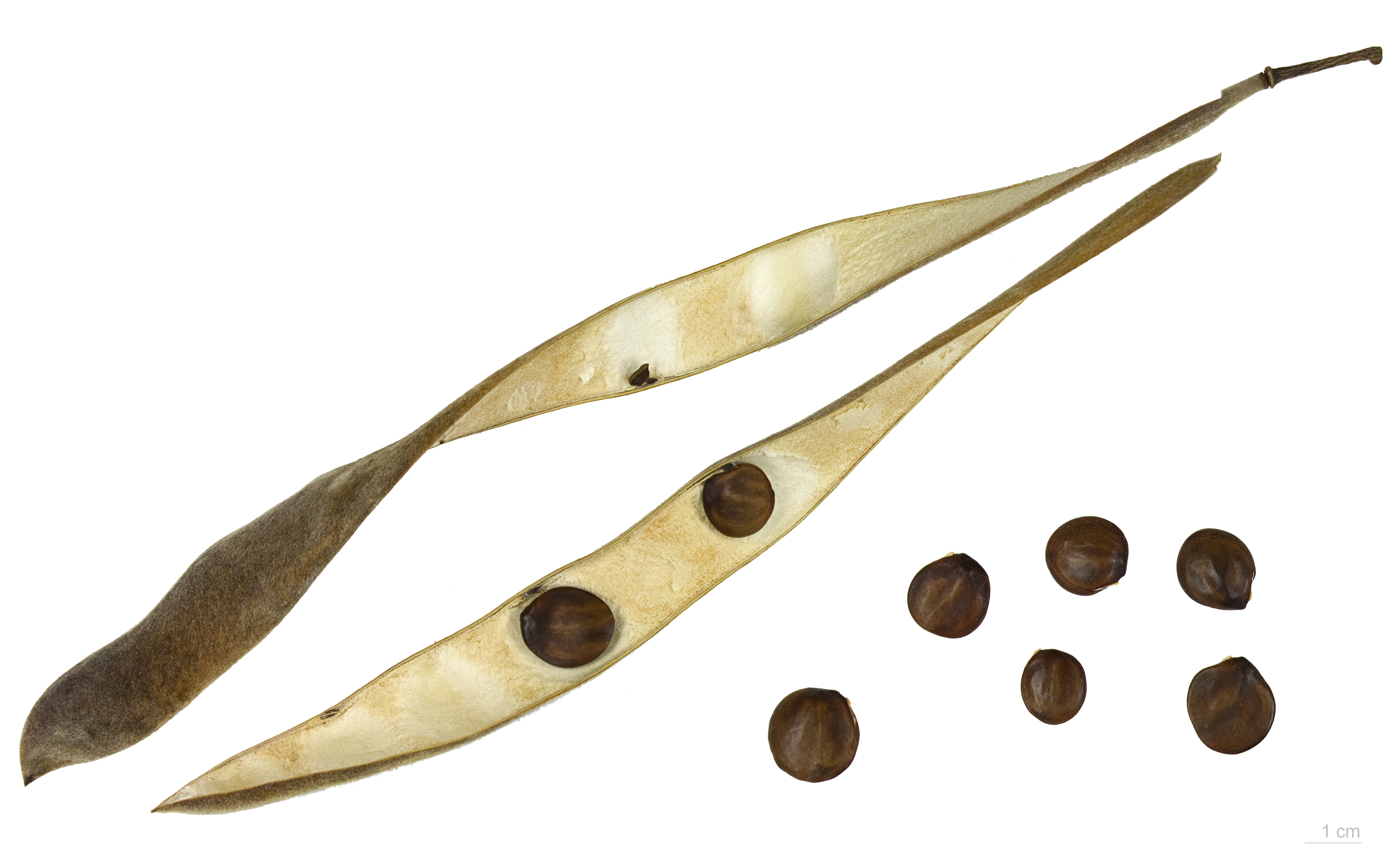
Mẫu vật Wisteria floribunda trong bảo tàng.